# Crambus alienellus
Crambus alienellus  (лат.) — вид чешуекрылых насекомых из семейства огнёвок-травянок. Распространён в Европе, Азии и Северной Америке. Обитают на влажных лугах и болотах. Размах крыльев 18—22 мм. Передние крылья бабочек тусклые, тёмно-коричневые, с короткой срединной продольной полосой, которая доходит лишь до половины длины крыла; зубчик на нижнем крае полосы маленький; продолжающее полоску пятно не достигает прикраевой линии.